# Arthur Pue Gorman

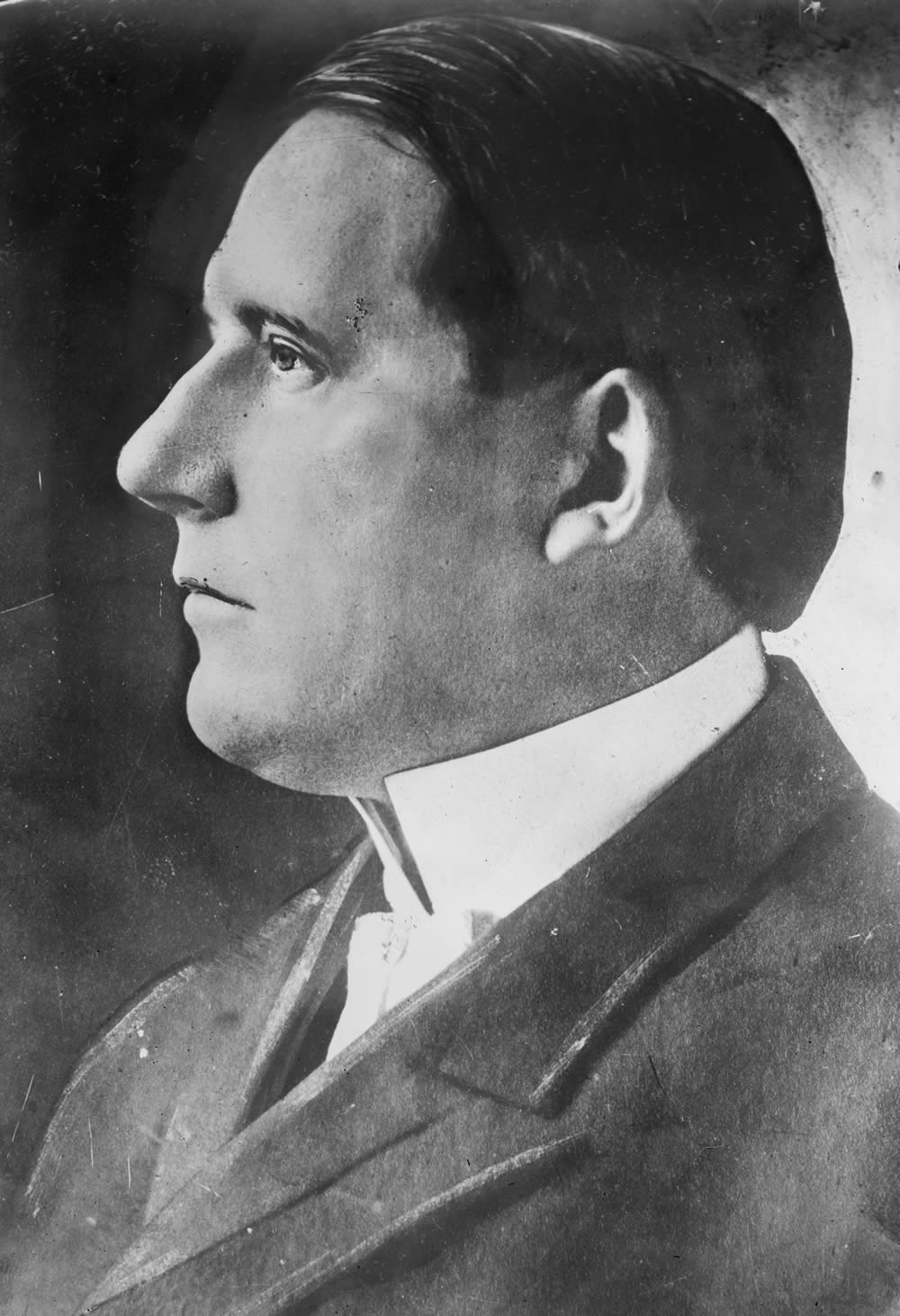
Arthur Pue Gorman

Arthur Pue Gorman (* 11. März 1839 in Woodstock, Howard County, Maryland; † 4. Juni 1906 in Washington, D.C.) war ein US-amerikanischer Politiker der Demokratischen Partei. Dort zählte Gorman zu den Bourbon Democrats, einem konservativ-liberal ausgerichteten Flügel.

## Leben
Schon als Jugendlicher hatte der aus einem Vorort von Baltimore stammende Arthur Gorman 1852 seinen ersten Kontakt mit der Politik, als er über ein Programm für High-School-Elftklässler den Job eines Pagen im US-Repräsentantenhaus erhielt. Die Pagen sind für zahlreiche Aufgaben zuständig; unter anderem dienten sie lange als Nachrichtenkuriere zwischen den einzelnen Parlamentsgebäuden und dem Kapitol. Durch den Einfluss von Stephen A. Douglas, US-Senator aus Illinois, stieg Gorman innerhalb der Hierarchie bis zum Postmeister des Senats auf und war zeitweise auch Douglas’ Privatsekretär.
Nach Ende seiner Tätigkeit im Senat im September 1866 erhielt Gorman die Berufung zum Steuerfahnder (Collector of internal revenue) für den fünften Distrikt des Staates Maryland. Später wurde er Direktor und Präsident der Chesapeake & Ohio Canal Company.

## Politik
Im Jahr 1869 wurde Arthur Pue Gorman in das Abgeordnetenhaus von Maryland gewählt, in dem er bis 1875 verblieb. Unter anderem fungierte er während dieser Zeit als Speaker der Kammer, wobei er auf Ferdinand Claiborne Latrobe folgte. 1875 wechselte er für weitere sechs Jahre in den Senat von Maryland.
Schließlich erfolgte im Jahr 1880 die Wahl in den Senat der Vereinigten Staaten. In Washington stieg Gorman schnell zu einem der führenden Köpfe der Bourbon Democrats auf. Von 1890 bis 1898 war er demokratischer Fraktionsvorsitzender (Caucus chairman); zudem fungierte er als Vorsitzender des Senate Committee on Printing. Er spielte eine entscheidende Rolle bei der Zollgesetzgebung; so wurde mit dem Wilson-Gorman Tariff Act sogar ein Gesetz nach ihm und dem Abgeordneten William L. Wilson aus West Virginia benannt, wobei er sich in diesem Fall auch gegen die Pläne von US-Präsident Grover Cleveland durchsetzte.
1886 und 1892 wurde Gorman für jeweils weitere sechs Jahre bestätigt; 1898 jedoch unterlag er dem Republikaner Louis E. McComas. Die Rückkehr in den Senat gelang jedoch schnell: 1902 errang Gorman den zweiten Senatssitz Marylands. Er wurde nach seinem Amtsantritt im März 1903 erneut zum Caucus chairman gewählt, verstarb allerdings bereits am 4. Juni 1906 in Washington.